# Обертень
Обертень — колишнє село в Україні, у Охтирському районі Сумської області. Підпорядковувалось Малопавлівській сільській раді.

## Географічне розташування
Обертень знаходиться на відстані 1 км від села Мала Павлівка, на такій же відстані - Качанівський газопереробний завод.

## Історія
18 січня 1988 року Сумська обласна рада зняла село з обліку.